# 青木見典
青木 見典（あおき ちかつね）は、江戸時代中期の大名。摂津国麻田藩の第7代藩主。官位は従五位下・内膳正。

## 略歴
享保8年（1723年）、第5代藩主・青木一典の次男として麻田にて誕生した。寛延2年（1749年）、先代藩主で兄の一都が嗣子なくして死去したため、その養嗣子となって翌寛延3年（1750年）2月19日に跡を継いだ。
宝暦4年（1754年）8月14日、死去。享年32。家督は弟の一新が継いだ。